# Lacinipolia lucina
Lacinipolia lucina är en fjärilsart som beskrevs av Smith 1901. Lacinipolia lucina ingår i släktet Lacinipolia och familjen nattflyn. Inga underarter finns listade i Catalogue of Life.